# Difesa vecchia indiana
La difesa vecchia indiana è l'apertura degli scacchi caratterizzata dalle mosse:
1. d4 Cf6
2. c4 d6

Raramente viene giocata nei tornei.

## Analisi
Con 3.Cc3 Af5, si entra nella variante Janowski, dal nome di Dawid Janowski che la propose negli anni venti, per ritardare la mossa e4 del bianco.
Un'altra continuazione tipica è 3.Cc3 e5 4.e3 Cbd7 5.Ad3
Se 4.dxe5 dxe5 5.Dxd8 Rxd8 il nero perde l'arrocco, ma non sta male (si veda: difesa ucraina).
Anche 4.Cf3 Cbd7 5.e4 Af5 6.g4 Axg4 Ag2 ha fama di essere una difesa solida, ma, sviluppando l'alfiere camposcuro in e7 invece che in g7, è meno attiva della difesa est-indiana.
|   | a | b | c | d | e | f | g | h |   |
| 8 | a8 torre del nero · c8 alfiere del nero · d8 donna del nero · e8 re del nero · f8 alfiere del nero · h8 torre del nero · a7 pedone del nero · b7 pedone del nero · c7 pedone del nero · d7 cavallo del nero · f7 pedone del nero · g7 pedone del nero · h7 pedone del nero · d6 pedone del nero · f6 cavallo del nero · e5 pedone del nero · c4 pedone del bianco · d4 pedone del bianco · e4 pedone del bianco · c3 cavallo del bianco · f3 cavallo del bianco · a2 pedone del bianco · b2 pedone del bianco · f2 pedone del bianco · g2 pedone del bianco · h2 pedone del bianco · a1 torre del bianco · c1 alfiere del bianco · d1 donna del bianco · e1 re del bianco · f1 alfiere del bianco · h1 torre del bianco | a8 torre del nero · c8 alfiere del nero · d8 donna del nero · e8 re del nero · f8 alfiere del nero · h8 torre del nero · a7 pedone del nero · b7 pedone del nero · c7 pedone del nero · d7 cavallo del nero · f7 pedone del nero · g7 pedone del nero · h7 pedone del nero · d6 pedone del nero · f6 cavallo del nero · e5 pedone del nero · c4 pedone del bianco · d4 pedone del bianco · e4 pedone del bianco · c3 cavallo del bianco · f3 cavallo del bianco · a2 pedone del bianco · b2 pedone del bianco · f2 pedone del bianco · g2 pedone del bianco · h2 pedone del bianco · a1 torre del bianco · c1 alfiere del bianco · d1 donna del bianco · e1 re del bianco · f1 alfiere del bianco · h1 torre del bianco | a8 torre del nero · c8 alfiere del nero · d8 donna del nero · e8 re del nero · f8 alfiere del nero · h8 torre del nero · a7 pedone del nero · b7 pedone del nero · c7 pedone del nero · d7 cavallo del nero · f7 pedone del nero · g7 pedone del nero · h7 pedone del nero · d6 pedone del nero · f6 cavallo del nero · e5 pedone del nero · c4 pedone del bianco · d4 pedone del bianco · e4 pedone del bianco · c3 cavallo del bianco · f3 cavallo del bianco · a2 pedone del bianco · b2 pedone del bianco · f2 pedone del bianco · g2 pedone del bianco · h2 pedone del bianco · a1 torre del bianco · c1 alfiere del bianco · d1 donna del bianco · e1 re del bianco · f1 alfiere del bianco · h1 torre del bianco | a8 torre del nero · c8 alfiere del nero · d8 donna del nero · e8 re del nero · f8 alfiere del nero · h8 torre del nero · a7 pedone del nero · b7 pedone del nero · c7 pedone del nero · d7 cavallo del nero · f7 pedone del nero · g7 pedone del nero · h7 pedone del nero · d6 pedone del nero · f6 cavallo del nero · e5 pedone del nero · c4 pedone del bianco · d4 pedone del bianco · e4 pedone del bianco · c3 cavallo del bianco · f3 cavallo del bianco · a2 pedone del bianco · b2 pedone del bianco · f2 pedone del bianco · g2 pedone del bianco · h2 pedone del bianco · a1 torre del bianco · c1 alfiere del bianco · d1 donna del bianco · e1 re del bianco · f1 alfiere del bianco · h1 torre del bianco | a8 torre del nero · c8 alfiere del nero · d8 donna del nero · e8 re del nero · f8 alfiere del nero · h8 torre del nero · a7 pedone del nero · b7 pedone del nero · c7 pedone del nero · d7 cavallo del nero · f7 pedone del nero · g7 pedone del nero · h7 pedone del nero · d6 pedone del nero · f6 cavallo del nero · e5 pedone del nero · c4 pedone del bianco · d4 pedone del bianco · e4 pedone del bianco · c3 cavallo del bianco · f3 cavallo del bianco · a2 pedone del bianco · b2 pedone del bianco · f2 pedone del bianco · g2 pedone del bianco · h2 pedone del bianco · a1 torre del bianco · c1 alfiere del bianco · d1 donna del bianco · e1 re del bianco · f1 alfiere del bianco · h1 torre del bianco | a8 torre del nero · c8 alfiere del nero · d8 donna del nero · e8 re del nero · f8 alfiere del nero · h8 torre del nero · a7 pedone del nero · b7 pedone del nero · c7 pedone del nero · d7 cavallo del nero · f7 pedone del nero · g7 pedone del nero · h7 pedone del nero · d6 pedone del nero · f6 cavallo del nero · e5 pedone del nero · c4 pedone del bianco · d4 pedone del bianco · e4 pedone del bianco · c3 cavallo del bianco · f3 cavallo del bianco · a2 pedone del bianco · b2 pedone del bianco · f2 pedone del bianco · g2 pedone del bianco · h2 pedone del bianco · a1 torre del bianco · c1 alfiere del bianco · d1 donna del bianco · e1 re del bianco · f1 alfiere del bianco · h1 torre del bianco | a8 torre del nero · c8 alfiere del nero · d8 donna del nero · e8 re del nero · f8 alfiere del nero · h8 torre del nero · a7 pedone del nero · b7 pedone del nero · c7 pedone del nero · d7 cavallo del nero · f7 pedone del nero · g7 pedone del nero · h7 pedone del nero · d6 pedone del nero · f6 cavallo del nero · e5 pedone del nero · c4 pedone del bianco · d4 pedone del bianco · e4 pedone del bianco · c3 cavallo del bianco · f3 cavallo del bianco · a2 pedone del bianco · b2 pedone del bianco · f2 pedone del bianco · g2 pedone del bianco · h2 pedone del bianco · a1 torre del bianco · c1 alfiere del bianco · d1 donna del bianco · e1 re del bianco · f1 alfiere del bianco · h1 torre del bianco | a8 torre del nero · c8 alfiere del nero · d8 donna del nero · e8 re del nero · f8 alfiere del nero · h8 torre del nero · a7 pedone del nero · b7 pedone del nero · c7 pedone del nero · d7 cavallo del nero · f7 pedone del nero · g7 pedone del nero · h7 pedone del nero · d6 pedone del nero · f6 cavallo del nero · e5 pedone del nero · c4 pedone del bianco · d4 pedone del bianco · e4 pedone del bianco · c3 cavallo del bianco · f3 cavallo del bianco · a2 pedone del bianco · b2 pedone del bianco · f2 pedone del bianco · g2 pedone del bianco · h2 pedone del bianco · a1 torre del bianco · c1 alfiere del bianco · d1 donna del bianco · e1 re del bianco · f1 alfiere del bianco · h1 torre del bianco | 8 |
| 7 | a8 torre del nero · c8 alfiere del nero · d8 donna del nero · e8 re del nero · f8 alfiere del nero · h8 torre del nero · a7 pedone del nero · b7 pedone del nero · c7 pedone del nero · d7 cavallo del nero · f7 pedone del nero · g7 pedone del nero · h7 pedone del nero · d6 pedone del nero · f6 cavallo del nero · e5 pedone del nero · c4 pedone del bianco · d4 pedone del bianco · e4 pedone del bianco · c3 cavallo del bianco · f3 cavallo del bianco · a2 pedone del bianco · b2 pedone del bianco · f2 pedone del bianco · g2 pedone del bianco · h2 pedone del bianco · a1 torre del bianco · c1 alfiere del bianco · d1 donna del bianco · e1 re del bianco · f1 alfiere del bianco · h1 torre del bianco | a8 torre del nero · c8 alfiere del nero · d8 donna del nero · e8 re del nero · f8 alfiere del nero · h8 torre del nero · a7 pedone del nero · b7 pedone del nero · c7 pedone del nero · d7 cavallo del nero · f7 pedone del nero · g7 pedone del nero · h7 pedone del nero · d6 pedone del nero · f6 cavallo del nero · e5 pedone del nero · c4 pedone del bianco · d4 pedone del bianco · e4 pedone del bianco · c3 cavallo del bianco · f3 cavallo del bianco · a2 pedone del bianco · b2 pedone del bianco · f2 pedone del bianco · g2 pedone del bianco · h2 pedone del bianco · a1 torre del bianco · c1 alfiere del bianco · d1 donna del bianco · e1 re del bianco · f1 alfiere del bianco · h1 torre del bianco | a8 torre del nero · c8 alfiere del nero · d8 donna del nero · e8 re del nero · f8 alfiere del nero · h8 torre del nero · a7 pedone del nero · b7 pedone del nero · c7 pedone del nero · d7 cavallo del nero · f7 pedone del nero · g7 pedone del nero · h7 pedone del nero · d6 pedone del nero · f6 cavallo del nero · e5 pedone del nero · c4 pedone del bianco · d4 pedone del bianco · e4 pedone del bianco · c3 cavallo del bianco · f3 cavallo del bianco · a2 pedone del bianco · b2 pedone del bianco · f2 pedone del bianco · g2 pedone del bianco · h2 pedone del bianco · a1 torre del bianco · c1 alfiere del bianco · d1 donna del bianco · e1 re del bianco · f1 alfiere del bianco · h1 torre del bianco | a8 torre del nero · c8 alfiere del nero · d8 donna del nero · e8 re del nero · f8 alfiere del nero · h8 torre del nero · a7 pedone del nero · b7 pedone del nero · c7 pedone del nero · d7 cavallo del nero · f7 pedone del nero · g7 pedone del nero · h7 pedone del nero · d6 pedone del nero · f6 cavallo del nero · e5 pedone del nero · c4 pedone del bianco · d4 pedone del bianco · e4 pedone del bianco · c3 cavallo del bianco · f3 cavallo del bianco · a2 pedone del bianco · b2 pedone del bianco · f2 pedone del bianco · g2 pedone del bianco · h2 pedone del bianco · a1 torre del bianco · c1 alfiere del bianco · d1 donna del bianco · e1 re del bianco · f1 alfiere del bianco · h1 torre del bianco | a8 torre del nero · c8 alfiere del nero · d8 donna del nero · e8 re del nero · f8 alfiere del nero · h8 torre del nero · a7 pedone del nero · b7 pedone del nero · c7 pedone del nero · d7 cavallo del nero · f7 pedone del nero · g7 pedone del nero · h7 pedone del nero · d6 pedone del nero · f6 cavallo del nero · e5 pedone del nero · c4 pedone del bianco · d4 pedone del bianco · e4 pedone del bianco · c3 cavallo del bianco · f3 cavallo del bianco · a2 pedone del bianco · b2 pedone del bianco · f2 pedone del bianco · g2 pedone del bianco · h2 pedone del bianco · a1 torre del bianco · c1 alfiere del bianco · d1 donna del bianco · e1 re del bianco · f1 alfiere del bianco · h1 torre del bianco | a8 torre del nero · c8 alfiere del nero · d8 donna del nero · e8 re del nero · f8 alfiere del nero · h8 torre del nero · a7 pedone del nero · b7 pedone del nero · c7 pedone del nero · d7 cavallo del nero · f7 pedone del nero · g7 pedone del nero · h7 pedone del nero · d6 pedone del nero · f6 cavallo del nero · e5 pedone del nero · c4 pedone del bianco · d4 pedone del bianco · e4 pedone del bianco · c3 cavallo del bianco · f3 cavallo del bianco · a2 pedone del bianco · b2 pedone del bianco · f2 pedone del bianco · g2 pedone del bianco · h2 pedone del bianco · a1 torre del bianco · c1 alfiere del bianco · d1 donna del bianco · e1 re del bianco · f1 alfiere del bianco · h1 torre del bianco | a8 torre del nero · c8 alfiere del nero · d8 donna del nero · e8 re del nero · f8 alfiere del nero · h8 torre del nero · a7 pedone del nero · b7 pedone del nero · c7 pedone del nero · d7 cavallo del nero · f7 pedone del nero · g7 pedone del nero · h7 pedone del nero · d6 pedone del nero · f6 cavallo del nero · e5 pedone del nero · c4 pedone del bianco · d4 pedone del bianco · e4 pedone del bianco · c3 cavallo del bianco · f3 cavallo del bianco · a2 pedone del bianco · b2 pedone del bianco · f2 pedone del bianco · g2 pedone del bianco · h2 pedone del bianco · a1 torre del bianco · c1 alfiere del bianco · d1 donna del bianco · e1 re del bianco · f1 alfiere del bianco · h1 torre del bianco | a8 torre del nero · c8 alfiere del nero · d8 donna del nero · e8 re del nero · f8 alfiere del nero · h8 torre del nero · a7 pedone del nero · b7 pedone del nero · c7 pedone del nero · d7 cavallo del nero · f7 pedone del nero · g7 pedone del nero · h7 pedone del nero · d6 pedone del nero · f6 cavallo del nero · e5 pedone del nero · c4 pedone del bianco · d4 pedone del bianco · e4 pedone del bianco · c3 cavallo del bianco · f3 cavallo del bianco · a2 pedone del bianco · b2 pedone del bianco · f2 pedone del bianco · g2 pedone del bianco · h2 pedone del bianco · a1 torre del bianco · c1 alfiere del bianco · d1 donna del bianco · e1 re del bianco · f1 alfiere del bianco · h1 torre del bianco | 7 |
| 6 | a8 torre del nero · c8 alfiere del nero · d8 donna del nero · e8 re del nero · f8 alfiere del nero · h8 torre del nero · a7 pedone del nero · b7 pedone del nero · c7 pedone del nero · d7 cavallo del nero · f7 pedone del nero · g7 pedone del nero · h7 pedone del nero · d6 pedone del nero · f6 cavallo del nero · e5 pedone del nero · c4 pedone del bianco · d4 pedone del bianco · e4 pedone del bianco · c3 cavallo del bianco · f3 cavallo del bianco · a2 pedone del bianco · b2 pedone del bianco · f2 pedone del bianco · g2 pedone del bianco · h2 pedone del bianco · a1 torre del bianco · c1 alfiere del bianco · d1 donna del bianco · e1 re del bianco · f1 alfiere del bianco · h1 torre del bianco | a8 torre del nero · c8 alfiere del nero · d8 donna del nero · e8 re del nero · f8 alfiere del nero · h8 torre del nero · a7 pedone del nero · b7 pedone del nero · c7 pedone del nero · d7 cavallo del nero · f7 pedone del nero · g7 pedone del nero · h7 pedone del nero · d6 pedone del nero · f6 cavallo del nero · e5 pedone del nero · c4 pedone del bianco · d4 pedone del bianco · e4 pedone del bianco · c3 cavallo del bianco · f3 cavallo del bianco · a2 pedone del bianco · b2 pedone del bianco · f2 pedone del bianco · g2 pedone del bianco · h2 pedone del bianco · a1 torre del bianco · c1 alfiere del bianco · d1 donna del bianco · e1 re del bianco · f1 alfiere del bianco · h1 torre del bianco | a8 torre del nero · c8 alfiere del nero · d8 donna del nero · e8 re del nero · f8 alfiere del nero · h8 torre del nero · a7 pedone del nero · b7 pedone del nero · c7 pedone del nero · d7 cavallo del nero · f7 pedone del nero · g7 pedone del nero · h7 pedone del nero · d6 pedone del nero · f6 cavallo del nero · e5 pedone del nero · c4 pedone del bianco · d4 pedone del bianco · e4 pedone del bianco · c3 cavallo del bianco · f3 cavallo del bianco · a2 pedone del bianco · b2 pedone del bianco · f2 pedone del bianco · g2 pedone del bianco · h2 pedone del bianco · a1 torre del bianco · c1 alfiere del bianco · d1 donna del bianco · e1 re del bianco · f1 alfiere del bianco · h1 torre del bianco | a8 torre del nero · c8 alfiere del nero · d8 donna del nero · e8 re del nero · f8 alfiere del nero · h8 torre del nero · a7 pedone del nero · b7 pedone del nero · c7 pedone del nero · d7 cavallo del nero · f7 pedone del nero · g7 pedone del nero · h7 pedone del nero · d6 pedone del nero · f6 cavallo del nero · e5 pedone del nero · c4 pedone del bianco · d4 pedone del bianco · e4 pedone del bianco · c3 cavallo del bianco · f3 cavallo del bianco · a2 pedone del bianco · b2 pedone del bianco · f2 pedone del bianco · g2 pedone del bianco · h2 pedone del bianco · a1 torre del bianco · c1 alfiere del bianco · d1 donna del bianco · e1 re del bianco · f1 alfiere del bianco · h1 torre del bianco | a8 torre del nero · c8 alfiere del nero · d8 donna del nero · e8 re del nero · f8 alfiere del nero · h8 torre del nero · a7 pedone del nero · b7 pedone del nero · c7 pedone del nero · d7 cavallo del nero · f7 pedone del nero · g7 pedone del nero · h7 pedone del nero · d6 pedone del nero · f6 cavallo del nero · e5 pedone del nero · c4 pedone del bianco · d4 pedone del bianco · e4 pedone del bianco · c3 cavallo del bianco · f3 cavallo del bianco · a2 pedone del bianco · b2 pedone del bianco · f2 pedone del bianco · g2 pedone del bianco · h2 pedone del bianco · a1 torre del bianco · c1 alfiere del bianco · d1 donna del bianco · e1 re del bianco · f1 alfiere del bianco · h1 torre del bianco | a8 torre del nero · c8 alfiere del nero · d8 donna del nero · e8 re del nero · f8 alfiere del nero · h8 torre del nero · a7 pedone del nero · b7 pedone del nero · c7 pedone del nero · d7 cavallo del nero · f7 pedone del nero · g7 pedone del nero · h7 pedone del nero · d6 pedone del nero · f6 cavallo del nero · e5 pedone del nero · c4 pedone del bianco · d4 pedone del bianco · e4 pedone del bianco · c3 cavallo del bianco · f3 cavallo del bianco · a2 pedone del bianco · b2 pedone del bianco · f2 pedone del bianco · g2 pedone del bianco · h2 pedone del bianco · a1 torre del bianco · c1 alfiere del bianco · d1 donna del bianco · e1 re del bianco · f1 alfiere del bianco · h1 torre del bianco | a8 torre del nero · c8 alfiere del nero · d8 donna del nero · e8 re del nero · f8 alfiere del nero · h8 torre del nero · a7 pedone del nero · b7 pedone del nero · c7 pedone del nero · d7 cavallo del nero · f7 pedone del nero · g7 pedone del nero · h7 pedone del nero · d6 pedone del nero · f6 cavallo del nero · e5 pedone del nero · c4 pedone del bianco · d4 pedone del bianco · e4 pedone del bianco · c3 cavallo del bianco · f3 cavallo del bianco · a2 pedone del bianco · b2 pedone del bianco · f2 pedone del bianco · g2 pedone del bianco · h2 pedone del bianco · a1 torre del bianco · c1 alfiere del bianco · d1 donna del bianco · e1 re del bianco · f1 alfiere del bianco · h1 torre del bianco | a8 torre del nero · c8 alfiere del nero · d8 donna del nero · e8 re del nero · f8 alfiere del nero · h8 torre del nero · a7 pedone del nero · b7 pedone del nero · c7 pedone del nero · d7 cavallo del nero · f7 pedone del nero · g7 pedone del nero · h7 pedone del nero · d6 pedone del nero · f6 cavallo del nero · e5 pedone del nero · c4 pedone del bianco · d4 pedone del bianco · e4 pedone del bianco · c3 cavallo del bianco · f3 cavallo del bianco · a2 pedone del bianco · b2 pedone del bianco · f2 pedone del bianco · g2 pedone del bianco · h2 pedone del bianco · a1 torre del bianco · c1 alfiere del bianco · d1 donna del bianco · e1 re del bianco · f1 alfiere del bianco · h1 torre del bianco | 6 |
| 5 | a8 torre del nero · c8 alfiere del nero · d8 donna del nero · e8 re del nero · f8 alfiere del nero · h8 torre del nero · a7 pedone del nero · b7 pedone del nero · c7 pedone del nero · d7 cavallo del nero · f7 pedone del nero · g7 pedone del nero · h7 pedone del nero · d6 pedone del nero · f6 cavallo del nero · e5 pedone del nero · c4 pedone del bianco · d4 pedone del bianco · e4 pedone del bianco · c3 cavallo del bianco · f3 cavallo del bianco · a2 pedone del bianco · b2 pedone del bianco · f2 pedone del bianco · g2 pedone del bianco · h2 pedone del bianco · a1 torre del bianco · c1 alfiere del bianco · d1 donna del bianco · e1 re del bianco · f1 alfiere del bianco · h1 torre del bianco | a8 torre del nero · c8 alfiere del nero · d8 donna del nero · e8 re del nero · f8 alfiere del nero · h8 torre del nero · a7 pedone del nero · b7 pedone del nero · c7 pedone del nero · d7 cavallo del nero · f7 pedone del nero · g7 pedone del nero · h7 pedone del nero · d6 pedone del nero · f6 cavallo del nero · e5 pedone del nero · c4 pedone del bianco · d4 pedone del bianco · e4 pedone del bianco · c3 cavallo del bianco · f3 cavallo del bianco · a2 pedone del bianco · b2 pedone del bianco · f2 pedone del bianco · g2 pedone del bianco · h2 pedone del bianco · a1 torre del bianco · c1 alfiere del bianco · d1 donna del bianco · e1 re del bianco · f1 alfiere del bianco · h1 torre del bianco | a8 torre del nero · c8 alfiere del nero · d8 donna del nero · e8 re del nero · f8 alfiere del nero · h8 torre del nero · a7 pedone del nero · b7 pedone del nero · c7 pedone del nero · d7 cavallo del nero · f7 pedone del nero · g7 pedone del nero · h7 pedone del nero · d6 pedone del nero · f6 cavallo del nero · e5 pedone del nero · c4 pedone del bianco · d4 pedone del bianco · e4 pedone del bianco · c3 cavallo del bianco · f3 cavallo del bianco · a2 pedone del bianco · b2 pedone del bianco · f2 pedone del bianco · g2 pedone del bianco · h2 pedone del bianco · a1 torre del bianco · c1 alfiere del bianco · d1 donna del bianco · e1 re del bianco · f1 alfiere del bianco · h1 torre del bianco | a8 torre del nero · c8 alfiere del nero · d8 donna del nero · e8 re del nero · f8 alfiere del nero · h8 torre del nero · a7 pedone del nero · b7 pedone del nero · c7 pedone del nero · d7 cavallo del nero · f7 pedone del nero · g7 pedone del nero · h7 pedone del nero · d6 pedone del nero · f6 cavallo del nero · e5 pedone del nero · c4 pedone del bianco · d4 pedone del bianco · e4 pedone del bianco · c3 cavallo del bianco · f3 cavallo del bianco · a2 pedone del bianco · b2 pedone del bianco · f2 pedone del bianco · g2 pedone del bianco · h2 pedone del bianco · a1 torre del bianco · c1 alfiere del bianco · d1 donna del bianco · e1 re del bianco · f1 alfiere del bianco · h1 torre del bianco | a8 torre del nero · c8 alfiere del nero · d8 donna del nero · e8 re del nero · f8 alfiere del nero · h8 torre del nero · a7 pedone del nero · b7 pedone del nero · c7 pedone del nero · d7 cavallo del nero · f7 pedone del nero · g7 pedone del nero · h7 pedone del nero · d6 pedone del nero · f6 cavallo del nero · e5 pedone del nero · c4 pedone del bianco · d4 pedone del bianco · e4 pedone del bianco · c3 cavallo del bianco · f3 cavallo del bianco · a2 pedone del bianco · b2 pedone del bianco · f2 pedone del bianco · g2 pedone del bianco · h2 pedone del bianco · a1 torre del bianco · c1 alfiere del bianco · d1 donna del bianco · e1 re del bianco · f1 alfiere del bianco · h1 torre del bianco | a8 torre del nero · c8 alfiere del nero · d8 donna del nero · e8 re del nero · f8 alfiere del nero · h8 torre del nero · a7 pedone del nero · b7 pedone del nero · c7 pedone del nero · d7 cavallo del nero · f7 pedone del nero · g7 pedone del nero · h7 pedone del nero · d6 pedone del nero · f6 cavallo del nero · e5 pedone del nero · c4 pedone del bianco · d4 pedone del bianco · e4 pedone del bianco · c3 cavallo del bianco · f3 cavallo del bianco · a2 pedone del bianco · b2 pedone del bianco · f2 pedone del bianco · g2 pedone del bianco · h2 pedone del bianco · a1 torre del bianco · c1 alfiere del bianco · d1 donna del bianco · e1 re del bianco · f1 alfiere del bianco · h1 torre del bianco | a8 torre del nero · c8 alfiere del nero · d8 donna del nero · e8 re del nero · f8 alfiere del nero · h8 torre del nero · a7 pedone del nero · b7 pedone del nero · c7 pedone del nero · d7 cavallo del nero · f7 pedone del nero · g7 pedone del nero · h7 pedone del nero · d6 pedone del nero · f6 cavallo del nero · e5 pedone del nero · c4 pedone del bianco · d4 pedone del bianco · e4 pedone del bianco · c3 cavallo del bianco · f3 cavallo del bianco · a2 pedone del bianco · b2 pedone del bianco · f2 pedone del bianco · g2 pedone del bianco · h2 pedone del bianco · a1 torre del bianco · c1 alfiere del bianco · d1 donna del bianco · e1 re del bianco · f1 alfiere del bianco · h1 torre del bianco | a8 torre del nero · c8 alfiere del nero · d8 donna del nero · e8 re del nero · f8 alfiere del nero · h8 torre del nero · a7 pedone del nero · b7 pedone del nero · c7 pedone del nero · d7 cavallo del nero · f7 pedone del nero · g7 pedone del nero · h7 pedone del nero · d6 pedone del nero · f6 cavallo del nero · e5 pedone del nero · c4 pedone del bianco · d4 pedone del bianco · e4 pedone del bianco · c3 cavallo del bianco · f3 cavallo del bianco · a2 pedone del bianco · b2 pedone del bianco · f2 pedone del bianco · g2 pedone del bianco · h2 pedone del bianco · a1 torre del bianco · c1 alfiere del bianco · d1 donna del bianco · e1 re del bianco · f1 alfiere del bianco · h1 torre del bianco | 5 |
| 4 | a8 torre del nero · c8 alfiere del nero · d8 donna del nero · e8 re del nero · f8 alfiere del nero · h8 torre del nero · a7 pedone del nero · b7 pedone del nero · c7 pedone del nero · d7 cavallo del nero · f7 pedone del nero · g7 pedone del nero · h7 pedone del nero · d6 pedone del nero · f6 cavallo del nero · e5 pedone del nero · c4 pedone del bianco · d4 pedone del bianco · e4 pedone del bianco · c3 cavallo del bianco · f3 cavallo del bianco · a2 pedone del bianco · b2 pedone del bianco · f2 pedone del bianco · g2 pedone del bianco · h2 pedone del bianco · a1 torre del bianco · c1 alfiere del bianco · d1 donna del bianco · e1 re del bianco · f1 alfiere del bianco · h1 torre del bianco | a8 torre del nero · c8 alfiere del nero · d8 donna del nero · e8 re del nero · f8 alfiere del nero · h8 torre del nero · a7 pedone del nero · b7 pedone del nero · c7 pedone del nero · d7 cavallo del nero · f7 pedone del nero · g7 pedone del nero · h7 pedone del nero · d6 pedone del nero · f6 cavallo del nero · e5 pedone del nero · c4 pedone del bianco · d4 pedone del bianco · e4 pedone del bianco · c3 cavallo del bianco · f3 cavallo del bianco · a2 pedone del bianco · b2 pedone del bianco · f2 pedone del bianco · g2 pedone del bianco · h2 pedone del bianco · a1 torre del bianco · c1 alfiere del bianco · d1 donna del bianco · e1 re del bianco · f1 alfiere del bianco · h1 torre del bianco | a8 torre del nero · c8 alfiere del nero · d8 donna del nero · e8 re del nero · f8 alfiere del nero · h8 torre del nero · a7 pedone del nero · b7 pedone del nero · c7 pedone del nero · d7 cavallo del nero · f7 pedone del nero · g7 pedone del nero · h7 pedone del nero · d6 pedone del nero · f6 cavallo del nero · e5 pedone del nero · c4 pedone del bianco · d4 pedone del bianco · e4 pedone del bianco · c3 cavallo del bianco · f3 cavallo del bianco · a2 pedone del bianco · b2 pedone del bianco · f2 pedone del bianco · g2 pedone del bianco · h2 pedone del bianco · a1 torre del bianco · c1 alfiere del bianco · d1 donna del bianco · e1 re del bianco · f1 alfiere del bianco · h1 torre del bianco | a8 torre del nero · c8 alfiere del nero · d8 donna del nero · e8 re del nero · f8 alfiere del nero · h8 torre del nero · a7 pedone del nero · b7 pedone del nero · c7 pedone del nero · d7 cavallo del nero · f7 pedone del nero · g7 pedone del nero · h7 pedone del nero · d6 pedone del nero · f6 cavallo del nero · e5 pedone del nero · c4 pedone del bianco · d4 pedone del bianco · e4 pedone del bianco · c3 cavallo del bianco · f3 cavallo del bianco · a2 pedone del bianco · b2 pedone del bianco · f2 pedone del bianco · g2 pedone del bianco · h2 pedone del bianco · a1 torre del bianco · c1 alfiere del bianco · d1 donna del bianco · e1 re del bianco · f1 alfiere del bianco · h1 torre del bianco | a8 torre del nero · c8 alfiere del nero · d8 donna del nero · e8 re del nero · f8 alfiere del nero · h8 torre del nero · a7 pedone del nero · b7 pedone del nero · c7 pedone del nero · d7 cavallo del nero · f7 pedone del nero · g7 pedone del nero · h7 pedone del nero · d6 pedone del nero · f6 cavallo del nero · e5 pedone del nero · c4 pedone del bianco · d4 pedone del bianco · e4 pedone del bianco · c3 cavallo del bianco · f3 cavallo del bianco · a2 pedone del bianco · b2 pedone del bianco · f2 pedone del bianco · g2 pedone del bianco · h2 pedone del bianco · a1 torre del bianco · c1 alfiere del bianco · d1 donna del bianco · e1 re del bianco · f1 alfiere del bianco · h1 torre del bianco | a8 torre del nero · c8 alfiere del nero · d8 donna del nero · e8 re del nero · f8 alfiere del nero · h8 torre del nero · a7 pedone del nero · b7 pedone del nero · c7 pedone del nero · d7 cavallo del nero · f7 pedone del nero · g7 pedone del nero · h7 pedone del nero · d6 pedone del nero · f6 cavallo del nero · e5 pedone del nero · c4 pedone del bianco · d4 pedone del bianco · e4 pedone del bianco · c3 cavallo del bianco · f3 cavallo del bianco · a2 pedone del bianco · b2 pedone del bianco · f2 pedone del bianco · g2 pedone del bianco · h2 pedone del bianco · a1 torre del bianco · c1 alfiere del bianco · d1 donna del bianco · e1 re del bianco · f1 alfiere del bianco · h1 torre del bianco | a8 torre del nero · c8 alfiere del nero · d8 donna del nero · e8 re del nero · f8 alfiere del nero · h8 torre del nero · a7 pedone del nero · b7 pedone del nero · c7 pedone del nero · d7 cavallo del nero · f7 pedone del nero · g7 pedone del nero · h7 pedone del nero · d6 pedone del nero · f6 cavallo del nero · e5 pedone del nero · c4 pedone del bianco · d4 pedone del bianco · e4 pedone del bianco · c3 cavallo del bianco · f3 cavallo del bianco · a2 pedone del bianco · b2 pedone del bianco · f2 pedone del bianco · g2 pedone del bianco · h2 pedone del bianco · a1 torre del bianco · c1 alfiere del bianco · d1 donna del bianco · e1 re del bianco · f1 alfiere del bianco · h1 torre del bianco | a8 torre del nero · c8 alfiere del nero · d8 donna del nero · e8 re del nero · f8 alfiere del nero · h8 torre del nero · a7 pedone del nero · b7 pedone del nero · c7 pedone del nero · d7 cavallo del nero · f7 pedone del nero · g7 pedone del nero · h7 pedone del nero · d6 pedone del nero · f6 cavallo del nero · e5 pedone del nero · c4 pedone del bianco · d4 pedone del bianco · e4 pedone del bianco · c3 cavallo del bianco · f3 cavallo del bianco · a2 pedone del bianco · b2 pedone del bianco · f2 pedone del bianco · g2 pedone del bianco · h2 pedone del bianco · a1 torre del bianco · c1 alfiere del bianco · d1 donna del bianco · e1 re del bianco · f1 alfiere del bianco · h1 torre del bianco | 4 |
| 3 | a8 torre del nero · c8 alfiere del nero · d8 donna del nero · e8 re del nero · f8 alfiere del nero · h8 torre del nero · a7 pedone del nero · b7 pedone del nero · c7 pedone del nero · d7 cavallo del nero · f7 pedone del nero · g7 pedone del nero · h7 pedone del nero · d6 pedone del nero · f6 cavallo del nero · e5 pedone del nero · c4 pedone del bianco · d4 pedone del bianco · e4 pedone del bianco · c3 cavallo del bianco · f3 cavallo del bianco · a2 pedone del bianco · b2 pedone del bianco · f2 pedone del bianco · g2 pedone del bianco · h2 pedone del bianco · a1 torre del bianco · c1 alfiere del bianco · d1 donna del bianco · e1 re del bianco · f1 alfiere del bianco · h1 torre del bianco | a8 torre del nero · c8 alfiere del nero · d8 donna del nero · e8 re del nero · f8 alfiere del nero · h8 torre del nero · a7 pedone del nero · b7 pedone del nero · c7 pedone del nero · d7 cavallo del nero · f7 pedone del nero · g7 pedone del nero · h7 pedone del nero · d6 pedone del nero · f6 cavallo del nero · e5 pedone del nero · c4 pedone del bianco · d4 pedone del bianco · e4 pedone del bianco · c3 cavallo del bianco · f3 cavallo del bianco · a2 pedone del bianco · b2 pedone del bianco · f2 pedone del bianco · g2 pedone del bianco · h2 pedone del bianco · a1 torre del bianco · c1 alfiere del bianco · d1 donna del bianco · e1 re del bianco · f1 alfiere del bianco · h1 torre del bianco | a8 torre del nero · c8 alfiere del nero · d8 donna del nero · e8 re del nero · f8 alfiere del nero · h8 torre del nero · a7 pedone del nero · b7 pedone del nero · c7 pedone del nero · d7 cavallo del nero · f7 pedone del nero · g7 pedone del nero · h7 pedone del nero · d6 pedone del nero · f6 cavallo del nero · e5 pedone del nero · c4 pedone del bianco · d4 pedone del bianco · e4 pedone del bianco · c3 cavallo del bianco · f3 cavallo del bianco · a2 pedone del bianco · b2 pedone del bianco · f2 pedone del bianco · g2 pedone del bianco · h2 pedone del bianco · a1 torre del bianco · c1 alfiere del bianco · d1 donna del bianco · e1 re del bianco · f1 alfiere del bianco · h1 torre del bianco | a8 torre del nero · c8 alfiere del nero · d8 donna del nero · e8 re del nero · f8 alfiere del nero · h8 torre del nero · a7 pedone del nero · b7 pedone del nero · c7 pedone del nero · d7 cavallo del nero · f7 pedone del nero · g7 pedone del nero · h7 pedone del nero · d6 pedone del nero · f6 cavallo del nero · e5 pedone del nero · c4 pedone del bianco · d4 pedone del bianco · e4 pedone del bianco · c3 cavallo del bianco · f3 cavallo del bianco · a2 pedone del bianco · b2 pedone del bianco · f2 pedone del bianco · g2 pedone del bianco · h2 pedone del bianco · a1 torre del bianco · c1 alfiere del bianco · d1 donna del bianco · e1 re del bianco · f1 alfiere del bianco · h1 torre del bianco | a8 torre del nero · c8 alfiere del nero · d8 donna del nero · e8 re del nero · f8 alfiere del nero · h8 torre del nero · a7 pedone del nero · b7 pedone del nero · c7 pedone del nero · d7 cavallo del nero · f7 pedone del nero · g7 pedone del nero · h7 pedone del nero · d6 pedone del nero · f6 cavallo del nero · e5 pedone del nero · c4 pedone del bianco · d4 pedone del bianco · e4 pedone del bianco · c3 cavallo del bianco · f3 cavallo del bianco · a2 pedone del bianco · b2 pedone del bianco · f2 pedone del bianco · g2 pedone del bianco · h2 pedone del bianco · a1 torre del bianco · c1 alfiere del bianco · d1 donna del bianco · e1 re del bianco · f1 alfiere del bianco · h1 torre del bianco | a8 torre del nero · c8 alfiere del nero · d8 donna del nero · e8 re del nero · f8 alfiere del nero · h8 torre del nero · a7 pedone del nero · b7 pedone del nero · c7 pedone del nero · d7 cavallo del nero · f7 pedone del nero · g7 pedone del nero · h7 pedone del nero · d6 pedone del nero · f6 cavallo del nero · e5 pedone del nero · c4 pedone del bianco · d4 pedone del bianco · e4 pedone del bianco · c3 cavallo del bianco · f3 cavallo del bianco · a2 pedone del bianco · b2 pedone del bianco · f2 pedone del bianco · g2 pedone del bianco · h2 pedone del bianco · a1 torre del bianco · c1 alfiere del bianco · d1 donna del bianco · e1 re del bianco · f1 alfiere del bianco · h1 torre del bianco | a8 torre del nero · c8 alfiere del nero · d8 donna del nero · e8 re del nero · f8 alfiere del nero · h8 torre del nero · a7 pedone del nero · b7 pedone del nero · c7 pedone del nero · d7 cavallo del nero · f7 pedone del nero · g7 pedone del nero · h7 pedone del nero · d6 pedone del nero · f6 cavallo del nero · e5 pedone del nero · c4 pedone del bianco · d4 pedone del bianco · e4 pedone del bianco · c3 cavallo del bianco · f3 cavallo del bianco · a2 pedone del bianco · b2 pedone del bianco · f2 pedone del bianco · g2 pedone del bianco · h2 pedone del bianco · a1 torre del bianco · c1 alfiere del bianco · d1 donna del bianco · e1 re del bianco · f1 alfiere del bianco · h1 torre del bianco | a8 torre del nero · c8 alfiere del nero · d8 donna del nero · e8 re del nero · f8 alfiere del nero · h8 torre del nero · a7 pedone del nero · b7 pedone del nero · c7 pedone del nero · d7 cavallo del nero · f7 pedone del nero · g7 pedone del nero · h7 pedone del nero · d6 pedone del nero · f6 cavallo del nero · e5 pedone del nero · c4 pedone del bianco · d4 pedone del bianco · e4 pedone del bianco · c3 cavallo del bianco · f3 cavallo del bianco · a2 pedone del bianco · b2 pedone del bianco · f2 pedone del bianco · g2 pedone del bianco · h2 pedone del bianco · a1 torre del bianco · c1 alfiere del bianco · d1 donna del bianco · e1 re del bianco · f1 alfiere del bianco · h1 torre del bianco | 3 |
| 2 | a8 torre del nero · c8 alfiere del nero · d8 donna del nero · e8 re del nero · f8 alfiere del nero · h8 torre del nero · a7 pedone del nero · b7 pedone del nero · c7 pedone del nero · d7 cavallo del nero · f7 pedone del nero · g7 pedone del nero · h7 pedone del nero · d6 pedone del nero · f6 cavallo del nero · e5 pedone del nero · c4 pedone del bianco · d4 pedone del bianco · e4 pedone del bianco · c3 cavallo del bianco · f3 cavallo del bianco · a2 pedone del bianco · b2 pedone del bianco · f2 pedone del bianco · g2 pedone del bianco · h2 pedone del bianco · a1 torre del bianco · c1 alfiere del bianco · d1 donna del bianco · e1 re del bianco · f1 alfiere del bianco · h1 torre del bianco | a8 torre del nero · c8 alfiere del nero · d8 donna del nero · e8 re del nero · f8 alfiere del nero · h8 torre del nero · a7 pedone del nero · b7 pedone del nero · c7 pedone del nero · d7 cavallo del nero · f7 pedone del nero · g7 pedone del nero · h7 pedone del nero · d6 pedone del nero · f6 cavallo del nero · e5 pedone del nero · c4 pedone del bianco · d4 pedone del bianco · e4 pedone del bianco · c3 cavallo del bianco · f3 cavallo del bianco · a2 pedone del bianco · b2 pedone del bianco · f2 pedone del bianco · g2 pedone del bianco · h2 pedone del bianco · a1 torre del bianco · c1 alfiere del bianco · d1 donna del bianco · e1 re del bianco · f1 alfiere del bianco · h1 torre del bianco | a8 torre del nero · c8 alfiere del nero · d8 donna del nero · e8 re del nero · f8 alfiere del nero · h8 torre del nero · a7 pedone del nero · b7 pedone del nero · c7 pedone del nero · d7 cavallo del nero · f7 pedone del nero · g7 pedone del nero · h7 pedone del nero · d6 pedone del nero · f6 cavallo del nero · e5 pedone del nero · c4 pedone del bianco · d4 pedone del bianco · e4 pedone del bianco · c3 cavallo del bianco · f3 cavallo del bianco · a2 pedone del bianco · b2 pedone del bianco · f2 pedone del bianco · g2 pedone del bianco · h2 pedone del bianco · a1 torre del bianco · c1 alfiere del bianco · d1 donna del bianco · e1 re del bianco · f1 alfiere del bianco · h1 torre del bianco | a8 torre del nero · c8 alfiere del nero · d8 donna del nero · e8 re del nero · f8 alfiere del nero · h8 torre del nero · a7 pedone del nero · b7 pedone del nero · c7 pedone del nero · d7 cavallo del nero · f7 pedone del nero · g7 pedone del nero · h7 pedone del nero · d6 pedone del nero · f6 cavallo del nero · e5 pedone del nero · c4 pedone del bianco · d4 pedone del bianco · e4 pedone del bianco · c3 cavallo del bianco · f3 cavallo del bianco · a2 pedone del bianco · b2 pedone del bianco · f2 pedone del bianco · g2 pedone del bianco · h2 pedone del bianco · a1 torre del bianco · c1 alfiere del bianco · d1 donna del bianco · e1 re del bianco · f1 alfiere del bianco · h1 torre del bianco | a8 torre del nero · c8 alfiere del nero · d8 donna del nero · e8 re del nero · f8 alfiere del nero · h8 torre del nero · a7 pedone del nero · b7 pedone del nero · c7 pedone del nero · d7 cavallo del nero · f7 pedone del nero · g7 pedone del nero · h7 pedone del nero · d6 pedone del nero · f6 cavallo del nero · e5 pedone del nero · c4 pedone del bianco · d4 pedone del bianco · e4 pedone del bianco · c3 cavallo del bianco · f3 cavallo del bianco · a2 pedone del bianco · b2 pedone del bianco · f2 pedone del bianco · g2 pedone del bianco · h2 pedone del bianco · a1 torre del bianco · c1 alfiere del bianco · d1 donna del bianco · e1 re del bianco · f1 alfiere del bianco · h1 torre del bianco | a8 torre del nero · c8 alfiere del nero · d8 donna del nero · e8 re del nero · f8 alfiere del nero · h8 torre del nero · a7 pedone del nero · b7 pedone del nero · c7 pedone del nero · d7 cavallo del nero · f7 pedone del nero · g7 pedone del nero · h7 pedone del nero · d6 pedone del nero · f6 cavallo del nero · e5 pedone del nero · c4 pedone del bianco · d4 pedone del bianco · e4 pedone del bianco · c3 cavallo del bianco · f3 cavallo del bianco · a2 pedone del bianco · b2 pedone del bianco · f2 pedone del bianco · g2 pedone del bianco · h2 pedone del bianco · a1 torre del bianco · c1 alfiere del bianco · d1 donna del bianco · e1 re del bianco · f1 alfiere del bianco · h1 torre del bianco | a8 torre del nero · c8 alfiere del nero · d8 donna del nero · e8 re del nero · f8 alfiere del nero · h8 torre del nero · a7 pedone del nero · b7 pedone del nero · c7 pedone del nero · d7 cavallo del nero · f7 pedone del nero · g7 pedone del nero · h7 pedone del nero · d6 pedone del nero · f6 cavallo del nero · e5 pedone del nero · c4 pedone del bianco · d4 pedone del bianco · e4 pedone del bianco · c3 cavallo del bianco · f3 cavallo del bianco · a2 pedone del bianco · b2 pedone del bianco · f2 pedone del bianco · g2 pedone del bianco · h2 pedone del bianco · a1 torre del bianco · c1 alfiere del bianco · d1 donna del bianco · e1 re del bianco · f1 alfiere del bianco · h1 torre del bianco | a8 torre del nero · c8 alfiere del nero · d8 donna del nero · e8 re del nero · f8 alfiere del nero · h8 torre del nero · a7 pedone del nero · b7 pedone del nero · c7 pedone del nero · d7 cavallo del nero · f7 pedone del nero · g7 pedone del nero · h7 pedone del nero · d6 pedone del nero · f6 cavallo del nero · e5 pedone del nero · c4 pedone del bianco · d4 pedone del bianco · e4 pedone del bianco · c3 cavallo del bianco · f3 cavallo del bianco · a2 pedone del bianco · b2 pedone del bianco · f2 pedone del bianco · g2 pedone del bianco · h2 pedone del bianco · a1 torre del bianco · c1 alfiere del bianco · d1 donna del bianco · e1 re del bianco · f1 alfiere del bianco · h1 torre del bianco | 2 |
| 1 | a8 torre del nero · c8 alfiere del nero · d8 donna del nero · e8 re del nero · f8 alfiere del nero · h8 torre del nero · a7 pedone del nero · b7 pedone del nero · c7 pedone del nero · d7 cavallo del nero · f7 pedone del nero · g7 pedone del nero · h7 pedone del nero · d6 pedone del nero · f6 cavallo del nero · e5 pedone del nero · c4 pedone del bianco · d4 pedone del bianco · e4 pedone del bianco · c3 cavallo del bianco · f3 cavallo del bianco · a2 pedone del bianco · b2 pedone del bianco · f2 pedone del bianco · g2 pedone del bianco · h2 pedone del bianco · a1 torre del bianco · c1 alfiere del bianco · d1 donna del bianco · e1 re del bianco · f1 alfiere del bianco · h1 torre del bianco | a8 torre del nero · c8 alfiere del nero · d8 donna del nero · e8 re del nero · f8 alfiere del nero · h8 torre del nero · a7 pedone del nero · b7 pedone del nero · c7 pedone del nero · d7 cavallo del nero · f7 pedone del nero · g7 pedone del nero · h7 pedone del nero · d6 pedone del nero · f6 cavallo del nero · e5 pedone del nero · c4 pedone del bianco · d4 pedone del bianco · e4 pedone del bianco · c3 cavallo del bianco · f3 cavallo del bianco · a2 pedone del bianco · b2 pedone del bianco · f2 pedone del bianco · g2 pedone del bianco · h2 pedone del bianco · a1 torre del bianco · c1 alfiere del bianco · d1 donna del bianco · e1 re del bianco · f1 alfiere del bianco · h1 torre del bianco | a8 torre del nero · c8 alfiere del nero · d8 donna del nero · e8 re del nero · f8 alfiere del nero · h8 torre del nero · a7 pedone del nero · b7 pedone del nero · c7 pedone del nero · d7 cavallo del nero · f7 pedone del nero · g7 pedone del nero · h7 pedone del nero · d6 pedone del nero · f6 cavallo del nero · e5 pedone del nero · c4 pedone del bianco · d4 pedone del bianco · e4 pedone del bianco · c3 cavallo del bianco · f3 cavallo del bianco · a2 pedone del bianco · b2 pedone del bianco · f2 pedone del bianco · g2 pedone del bianco · h2 pedone del bianco · a1 torre del bianco · c1 alfiere del bianco · d1 donna del bianco · e1 re del bianco · f1 alfiere del bianco · h1 torre del bianco | a8 torre del nero · c8 alfiere del nero · d8 donna del nero · e8 re del nero · f8 alfiere del nero · h8 torre del nero · a7 pedone del nero · b7 pedone del nero · c7 pedone del nero · d7 cavallo del nero · f7 pedone del nero · g7 pedone del nero · h7 pedone del nero · d6 pedone del nero · f6 cavallo del nero · e5 pedone del nero · c4 pedone del bianco · d4 pedone del bianco · e4 pedone del bianco · c3 cavallo del bianco · f3 cavallo del bianco · a2 pedone del bianco · b2 pedone del bianco · f2 pedone del bianco · g2 pedone del bianco · h2 pedone del bianco · a1 torre del bianco · c1 alfiere del bianco · d1 donna del bianco · e1 re del bianco · f1 alfiere del bianco · h1 torre del bianco | a8 torre del nero · c8 alfiere del nero · d8 donna del nero · e8 re del nero · f8 alfiere del nero · h8 torre del nero · a7 pedone del nero · b7 pedone del nero · c7 pedone del nero · d7 cavallo del nero · f7 pedone del nero · g7 pedone del nero · h7 pedone del nero · d6 pedone del nero · f6 cavallo del nero · e5 pedone del nero · c4 pedone del bianco · d4 pedone del bianco · e4 pedone del bianco · c3 cavallo del bianco · f3 cavallo del bianco · a2 pedone del bianco · b2 pedone del bianco · f2 pedone del bianco · g2 pedone del bianco · h2 pedone del bianco · a1 torre del bianco · c1 alfiere del bianco · d1 donna del bianco · e1 re del bianco · f1 alfiere del bianco · h1 torre del bianco | a8 torre del nero · c8 alfiere del nero · d8 donna del nero · e8 re del nero · f8 alfiere del nero · h8 torre del nero · a7 pedone del nero · b7 pedone del nero · c7 pedone del nero · d7 cavallo del nero · f7 pedone del nero · g7 pedone del nero · h7 pedone del nero · d6 pedone del nero · f6 cavallo del nero · e5 pedone del nero · c4 pedone del bianco · d4 pedone del bianco · e4 pedone del bianco · c3 cavallo del bianco · f3 cavallo del bianco · a2 pedone del bianco · b2 pedone del bianco · f2 pedone del bianco · g2 pedone del bianco · h2 pedone del bianco · a1 torre del bianco · c1 alfiere del bianco · d1 donna del bianco · e1 re del bianco · f1 alfiere del bianco · h1 torre del bianco | a8 torre del nero · c8 alfiere del nero · d8 donna del nero · e8 re del nero · f8 alfiere del nero · h8 torre del nero · a7 pedone del nero · b7 pedone del nero · c7 pedone del nero · d7 cavallo del nero · f7 pedone del nero · g7 pedone del nero · h7 pedone del nero · d6 pedone del nero · f6 cavallo del nero · e5 pedone del nero · c4 pedone del bianco · d4 pedone del bianco · e4 pedone del bianco · c3 cavallo del bianco · f3 cavallo del bianco · a2 pedone del bianco · b2 pedone del bianco · f2 pedone del bianco · g2 pedone del bianco · h2 pedone del bianco · a1 torre del bianco · c1 alfiere del bianco · d1 donna del bianco · e1 re del bianco · f1 alfiere del bianco · h1 torre del bianco | a8 torre del nero · c8 alfiere del nero · d8 donna del nero · e8 re del nero · f8 alfiere del nero · h8 torre del nero · a7 pedone del nero · b7 pedone del nero · c7 pedone del nero · d7 cavallo del nero · f7 pedone del nero · g7 pedone del nero · h7 pedone del nero · d6 pedone del nero · f6 cavallo del nero · e5 pedone del nero · c4 pedone del bianco · d4 pedone del bianco · e4 pedone del bianco · c3 cavallo del bianco · f3 cavallo del bianco · a2 pedone del bianco · b2 pedone del bianco · f2 pedone del bianco · g2 pedone del bianco · h2 pedone del bianco · a1 torre del bianco · c1 alfiere del bianco · d1 donna del bianco · e1 re del bianco · f1 alfiere del bianco · h1 torre del bianco | 1 |
|   | a | b | c | d | e | f | g | h |   |

|   | a | b | c | d | e | f | g | h |   |
| 8 | b8 donna del nero · e8 torre del nero · f8 torre del nero · g8 re del nero · b7 alfiere del nero · e7 alfiere del nero · f7 pedone del nero · g7 pedone del nero · b6 pedone del nero · d6 pedone del nero · f6 cavallo del nero · h6 pedone del nero · b5 pedone del bianco · e5 pedone del nero · e4 pedone del bianco · h4 alfiere del bianco · f3 cavallo del bianco · a2 pedone del bianco · d2 donna del bianco · e2 alfiere del bianco · f2 pedone del bianco · g2 pedone del bianco · h2 pedone del bianco · c1 torre del bianco · f1 torre del bianco · g1 re del bianco | b8 donna del nero · e8 torre del nero · f8 torre del nero · g8 re del nero · b7 alfiere del nero · e7 alfiere del nero · f7 pedone del nero · g7 pedone del nero · b6 pedone del nero · d6 pedone del nero · f6 cavallo del nero · h6 pedone del nero · b5 pedone del bianco · e5 pedone del nero · e4 pedone del bianco · h4 alfiere del bianco · f3 cavallo del bianco · a2 pedone del bianco · d2 donna del bianco · e2 alfiere del bianco · f2 pedone del bianco · g2 pedone del bianco · h2 pedone del bianco · c1 torre del bianco · f1 torre del bianco · g1 re del bianco | b8 donna del nero · e8 torre del nero · f8 torre del nero · g8 re del nero · b7 alfiere del nero · e7 alfiere del nero · f7 pedone del nero · g7 pedone del nero · b6 pedone del nero · d6 pedone del nero · f6 cavallo del nero · h6 pedone del nero · b5 pedone del bianco · e5 pedone del nero · e4 pedone del bianco · h4 alfiere del bianco · f3 cavallo del bianco · a2 pedone del bianco · d2 donna del bianco · e2 alfiere del bianco · f2 pedone del bianco · g2 pedone del bianco · h2 pedone del bianco · c1 torre del bianco · f1 torre del bianco · g1 re del bianco | b8 donna del nero · e8 torre del nero · f8 torre del nero · g8 re del nero · b7 alfiere del nero · e7 alfiere del nero · f7 pedone del nero · g7 pedone del nero · b6 pedone del nero · d6 pedone del nero · f6 cavallo del nero · h6 pedone del nero · b5 pedone del bianco · e5 pedone del nero · e4 pedone del bianco · h4 alfiere del bianco · f3 cavallo del bianco · a2 pedone del bianco · d2 donna del bianco · e2 alfiere del bianco · f2 pedone del bianco · g2 pedone del bianco · h2 pedone del bianco · c1 torre del bianco · f1 torre del bianco · g1 re del bianco | b8 donna del nero · e8 torre del nero · f8 torre del nero · g8 re del nero · b7 alfiere del nero · e7 alfiere del nero · f7 pedone del nero · g7 pedone del nero · b6 pedone del nero · d6 pedone del nero · f6 cavallo del nero · h6 pedone del nero · b5 pedone del bianco · e5 pedone del nero · e4 pedone del bianco · h4 alfiere del bianco · f3 cavallo del bianco · a2 pedone del bianco · d2 donna del bianco · e2 alfiere del bianco · f2 pedone del bianco · g2 pedone del bianco · h2 pedone del bianco · c1 torre del bianco · f1 torre del bianco · g1 re del bianco | b8 donna del nero · e8 torre del nero · f8 torre del nero · g8 re del nero · b7 alfiere del nero · e7 alfiere del nero · f7 pedone del nero · g7 pedone del nero · b6 pedone del nero · d6 pedone del nero · f6 cavallo del nero · h6 pedone del nero · b5 pedone del bianco · e5 pedone del nero · e4 pedone del bianco · h4 alfiere del bianco · f3 cavallo del bianco · a2 pedone del bianco · d2 donna del bianco · e2 alfiere del bianco · f2 pedone del bianco · g2 pedone del bianco · h2 pedone del bianco · c1 torre del bianco · f1 torre del bianco · g1 re del bianco | b8 donna del nero · e8 torre del nero · f8 torre del nero · g8 re del nero · b7 alfiere del nero · e7 alfiere del nero · f7 pedone del nero · g7 pedone del nero · b6 pedone del nero · d6 pedone del nero · f6 cavallo del nero · h6 pedone del nero · b5 pedone del bianco · e5 pedone del nero · e4 pedone del bianco · h4 alfiere del bianco · f3 cavallo del bianco · a2 pedone del bianco · d2 donna del bianco · e2 alfiere del bianco · f2 pedone del bianco · g2 pedone del bianco · h2 pedone del bianco · c1 torre del bianco · f1 torre del bianco · g1 re del bianco | b8 donna del nero · e8 torre del nero · f8 torre del nero · g8 re del nero · b7 alfiere del nero · e7 alfiere del nero · f7 pedone del nero · g7 pedone del nero · b6 pedone del nero · d6 pedone del nero · f6 cavallo del nero · h6 pedone del nero · b5 pedone del bianco · e5 pedone del nero · e4 pedone del bianco · h4 alfiere del bianco · f3 cavallo del bianco · a2 pedone del bianco · d2 donna del bianco · e2 alfiere del bianco · f2 pedone del bianco · g2 pedone del bianco · h2 pedone del bianco · c1 torre del bianco · f1 torre del bianco · g1 re del bianco | 8 |
| 7 | b8 donna del nero · e8 torre del nero · f8 torre del nero · g8 re del nero · b7 alfiere del nero · e7 alfiere del nero · f7 pedone del nero · g7 pedone del nero · b6 pedone del nero · d6 pedone del nero · f6 cavallo del nero · h6 pedone del nero · b5 pedone del bianco · e5 pedone del nero · e4 pedone del bianco · h4 alfiere del bianco · f3 cavallo del bianco · a2 pedone del bianco · d2 donna del bianco · e2 alfiere del bianco · f2 pedone del bianco · g2 pedone del bianco · h2 pedone del bianco · c1 torre del bianco · f1 torre del bianco · g1 re del bianco | b8 donna del nero · e8 torre del nero · f8 torre del nero · g8 re del nero · b7 alfiere del nero · e7 alfiere del nero · f7 pedone del nero · g7 pedone del nero · b6 pedone del nero · d6 pedone del nero · f6 cavallo del nero · h6 pedone del nero · b5 pedone del bianco · e5 pedone del nero · e4 pedone del bianco · h4 alfiere del bianco · f3 cavallo del bianco · a2 pedone del bianco · d2 donna del bianco · e2 alfiere del bianco · f2 pedone del bianco · g2 pedone del bianco · h2 pedone del bianco · c1 torre del bianco · f1 torre del bianco · g1 re del bianco | b8 donna del nero · e8 torre del nero · f8 torre del nero · g8 re del nero · b7 alfiere del nero · e7 alfiere del nero · f7 pedone del nero · g7 pedone del nero · b6 pedone del nero · d6 pedone del nero · f6 cavallo del nero · h6 pedone del nero · b5 pedone del bianco · e5 pedone del nero · e4 pedone del bianco · h4 alfiere del bianco · f3 cavallo del bianco · a2 pedone del bianco · d2 donna del bianco · e2 alfiere del bianco · f2 pedone del bianco · g2 pedone del bianco · h2 pedone del bianco · c1 torre del bianco · f1 torre del bianco · g1 re del bianco | b8 donna del nero · e8 torre del nero · f8 torre del nero · g8 re del nero · b7 alfiere del nero · e7 alfiere del nero · f7 pedone del nero · g7 pedone del nero · b6 pedone del nero · d6 pedone del nero · f6 cavallo del nero · h6 pedone del nero · b5 pedone del bianco · e5 pedone del nero · e4 pedone del bianco · h4 alfiere del bianco · f3 cavallo del bianco · a2 pedone del bianco · d2 donna del bianco · e2 alfiere del bianco · f2 pedone del bianco · g2 pedone del bianco · h2 pedone del bianco · c1 torre del bianco · f1 torre del bianco · g1 re del bianco | b8 donna del nero · e8 torre del nero · f8 torre del nero · g8 re del nero · b7 alfiere del nero · e7 alfiere del nero · f7 pedone del nero · g7 pedone del nero · b6 pedone del nero · d6 pedone del nero · f6 cavallo del nero · h6 pedone del nero · b5 pedone del bianco · e5 pedone del nero · e4 pedone del bianco · h4 alfiere del bianco · f3 cavallo del bianco · a2 pedone del bianco · d2 donna del bianco · e2 alfiere del bianco · f2 pedone del bianco · g2 pedone del bianco · h2 pedone del bianco · c1 torre del bianco · f1 torre del bianco · g1 re del bianco | b8 donna del nero · e8 torre del nero · f8 torre del nero · g8 re del nero · b7 alfiere del nero · e7 alfiere del nero · f7 pedone del nero · g7 pedone del nero · b6 pedone del nero · d6 pedone del nero · f6 cavallo del nero · h6 pedone del nero · b5 pedone del bianco · e5 pedone del nero · e4 pedone del bianco · h4 alfiere del bianco · f3 cavallo del bianco · a2 pedone del bianco · d2 donna del bianco · e2 alfiere del bianco · f2 pedone del bianco · g2 pedone del bianco · h2 pedone del bianco · c1 torre del bianco · f1 torre del bianco · g1 re del bianco | b8 donna del nero · e8 torre del nero · f8 torre del nero · g8 re del nero · b7 alfiere del nero · e7 alfiere del nero · f7 pedone del nero · g7 pedone del nero · b6 pedone del nero · d6 pedone del nero · f6 cavallo del nero · h6 pedone del nero · b5 pedone del bianco · e5 pedone del nero · e4 pedone del bianco · h4 alfiere del bianco · f3 cavallo del bianco · a2 pedone del bianco · d2 donna del bianco · e2 alfiere del bianco · f2 pedone del bianco · g2 pedone del bianco · h2 pedone del bianco · c1 torre del bianco · f1 torre del bianco · g1 re del bianco | b8 donna del nero · e8 torre del nero · f8 torre del nero · g8 re del nero · b7 alfiere del nero · e7 alfiere del nero · f7 pedone del nero · g7 pedone del nero · b6 pedone del nero · d6 pedone del nero · f6 cavallo del nero · h6 pedone del nero · b5 pedone del bianco · e5 pedone del nero · e4 pedone del bianco · h4 alfiere del bianco · f3 cavallo del bianco · a2 pedone del bianco · d2 donna del bianco · e2 alfiere del bianco · f2 pedone del bianco · g2 pedone del bianco · h2 pedone del bianco · c1 torre del bianco · f1 torre del bianco · g1 re del bianco | 7 |
| 6 | b8 donna del nero · e8 torre del nero · f8 torre del nero · g8 re del nero · b7 alfiere del nero · e7 alfiere del nero · f7 pedone del nero · g7 pedone del nero · b6 pedone del nero · d6 pedone del nero · f6 cavallo del nero · h6 pedone del nero · b5 pedone del bianco · e5 pedone del nero · e4 pedone del bianco · h4 alfiere del bianco · f3 cavallo del bianco · a2 pedone del bianco · d2 donna del bianco · e2 alfiere del bianco · f2 pedone del bianco · g2 pedone del bianco · h2 pedone del bianco · c1 torre del bianco · f1 torre del bianco · g1 re del bianco | b8 donna del nero · e8 torre del nero · f8 torre del nero · g8 re del nero · b7 alfiere del nero · e7 alfiere del nero · f7 pedone del nero · g7 pedone del nero · b6 pedone del nero · d6 pedone del nero · f6 cavallo del nero · h6 pedone del nero · b5 pedone del bianco · e5 pedone del nero · e4 pedone del bianco · h4 alfiere del bianco · f3 cavallo del bianco · a2 pedone del bianco · d2 donna del bianco · e2 alfiere del bianco · f2 pedone del bianco · g2 pedone del bianco · h2 pedone del bianco · c1 torre del bianco · f1 torre del bianco · g1 re del bianco | b8 donna del nero · e8 torre del nero · f8 torre del nero · g8 re del nero · b7 alfiere del nero · e7 alfiere del nero · f7 pedone del nero · g7 pedone del nero · b6 pedone del nero · d6 pedone del nero · f6 cavallo del nero · h6 pedone del nero · b5 pedone del bianco · e5 pedone del nero · e4 pedone del bianco · h4 alfiere del bianco · f3 cavallo del bianco · a2 pedone del bianco · d2 donna del bianco · e2 alfiere del bianco · f2 pedone del bianco · g2 pedone del bianco · h2 pedone del bianco · c1 torre del bianco · f1 torre del bianco · g1 re del bianco | b8 donna del nero · e8 torre del nero · f8 torre del nero · g8 re del nero · b7 alfiere del nero · e7 alfiere del nero · f7 pedone del nero · g7 pedone del nero · b6 pedone del nero · d6 pedone del nero · f6 cavallo del nero · h6 pedone del nero · b5 pedone del bianco · e5 pedone del nero · e4 pedone del bianco · h4 alfiere del bianco · f3 cavallo del bianco · a2 pedone del bianco · d2 donna del bianco · e2 alfiere del bianco · f2 pedone del bianco · g2 pedone del bianco · h2 pedone del bianco · c1 torre del bianco · f1 torre del bianco · g1 re del bianco | b8 donna del nero · e8 torre del nero · f8 torre del nero · g8 re del nero · b7 alfiere del nero · e7 alfiere del nero · f7 pedone del nero · g7 pedone del nero · b6 pedone del nero · d6 pedone del nero · f6 cavallo del nero · h6 pedone del nero · b5 pedone del bianco · e5 pedone del nero · e4 pedone del bianco · h4 alfiere del bianco · f3 cavallo del bianco · a2 pedone del bianco · d2 donna del bianco · e2 alfiere del bianco · f2 pedone del bianco · g2 pedone del bianco · h2 pedone del bianco · c1 torre del bianco · f1 torre del bianco · g1 re del bianco | b8 donna del nero · e8 torre del nero · f8 torre del nero · g8 re del nero · b7 alfiere del nero · e7 alfiere del nero · f7 pedone del nero · g7 pedone del nero · b6 pedone del nero · d6 pedone del nero · f6 cavallo del nero · h6 pedone del nero · b5 pedone del bianco · e5 pedone del nero · e4 pedone del bianco · h4 alfiere del bianco · f3 cavallo del bianco · a2 pedone del bianco · d2 donna del bianco · e2 alfiere del bianco · f2 pedone del bianco · g2 pedone del bianco · h2 pedone del bianco · c1 torre del bianco · f1 torre del bianco · g1 re del bianco | b8 donna del nero · e8 torre del nero · f8 torre del nero · g8 re del nero · b7 alfiere del nero · e7 alfiere del nero · f7 pedone del nero · g7 pedone del nero · b6 pedone del nero · d6 pedone del nero · f6 cavallo del nero · h6 pedone del nero · b5 pedone del bianco · e5 pedone del nero · e4 pedone del bianco · h4 alfiere del bianco · f3 cavallo del bianco · a2 pedone del bianco · d2 donna del bianco · e2 alfiere del bianco · f2 pedone del bianco · g2 pedone del bianco · h2 pedone del bianco · c1 torre del bianco · f1 torre del bianco · g1 re del bianco | b8 donna del nero · e8 torre del nero · f8 torre del nero · g8 re del nero · b7 alfiere del nero · e7 alfiere del nero · f7 pedone del nero · g7 pedone del nero · b6 pedone del nero · d6 pedone del nero · f6 cavallo del nero · h6 pedone del nero · b5 pedone del bianco · e5 pedone del nero · e4 pedone del bianco · h4 alfiere del bianco · f3 cavallo del bianco · a2 pedone del bianco · d2 donna del bianco · e2 alfiere del bianco · f2 pedone del bianco · g2 pedone del bianco · h2 pedone del bianco · c1 torre del bianco · f1 torre del bianco · g1 re del bianco | 6 |
| 5 | b8 donna del nero · e8 torre del nero · f8 torre del nero · g8 re del nero · b7 alfiere del nero · e7 alfiere del nero · f7 pedone del nero · g7 pedone del nero · b6 pedone del nero · d6 pedone del nero · f6 cavallo del nero · h6 pedone del nero · b5 pedone del bianco · e5 pedone del nero · e4 pedone del bianco · h4 alfiere del bianco · f3 cavallo del bianco · a2 pedone del bianco · d2 donna del bianco · e2 alfiere del bianco · f2 pedone del bianco · g2 pedone del bianco · h2 pedone del bianco · c1 torre del bianco · f1 torre del bianco · g1 re del bianco | b8 donna del nero · e8 torre del nero · f8 torre del nero · g8 re del nero · b7 alfiere del nero · e7 alfiere del nero · f7 pedone del nero · g7 pedone del nero · b6 pedone del nero · d6 pedone del nero · f6 cavallo del nero · h6 pedone del nero · b5 pedone del bianco · e5 pedone del nero · e4 pedone del bianco · h4 alfiere del bianco · f3 cavallo del bianco · a2 pedone del bianco · d2 donna del bianco · e2 alfiere del bianco · f2 pedone del bianco · g2 pedone del bianco · h2 pedone del bianco · c1 torre del bianco · f1 torre del bianco · g1 re del bianco | b8 donna del nero · e8 torre del nero · f8 torre del nero · g8 re del nero · b7 alfiere del nero · e7 alfiere del nero · f7 pedone del nero · g7 pedone del nero · b6 pedone del nero · d6 pedone del nero · f6 cavallo del nero · h6 pedone del nero · b5 pedone del bianco · e5 pedone del nero · e4 pedone del bianco · h4 alfiere del bianco · f3 cavallo del bianco · a2 pedone del bianco · d2 donna del bianco · e2 alfiere del bianco · f2 pedone del bianco · g2 pedone del bianco · h2 pedone del bianco · c1 torre del bianco · f1 torre del bianco · g1 re del bianco | b8 donna del nero · e8 torre del nero · f8 torre del nero · g8 re del nero · b7 alfiere del nero · e7 alfiere del nero · f7 pedone del nero · g7 pedone del nero · b6 pedone del nero · d6 pedone del nero · f6 cavallo del nero · h6 pedone del nero · b5 pedone del bianco · e5 pedone del nero · e4 pedone del bianco · h4 alfiere del bianco · f3 cavallo del bianco · a2 pedone del bianco · d2 donna del bianco · e2 alfiere del bianco · f2 pedone del bianco · g2 pedone del bianco · h2 pedone del bianco · c1 torre del bianco · f1 torre del bianco · g1 re del bianco | b8 donna del nero · e8 torre del nero · f8 torre del nero · g8 re del nero · b7 alfiere del nero · e7 alfiere del nero · f7 pedone del nero · g7 pedone del nero · b6 pedone del nero · d6 pedone del nero · f6 cavallo del nero · h6 pedone del nero · b5 pedone del bianco · e5 pedone del nero · e4 pedone del bianco · h4 alfiere del bianco · f3 cavallo del bianco · a2 pedone del bianco · d2 donna del bianco · e2 alfiere del bianco · f2 pedone del bianco · g2 pedone del bianco · h2 pedone del bianco · c1 torre del bianco · f1 torre del bianco · g1 re del bianco | b8 donna del nero · e8 torre del nero · f8 torre del nero · g8 re del nero · b7 alfiere del nero · e7 alfiere del nero · f7 pedone del nero · g7 pedone del nero · b6 pedone del nero · d6 pedone del nero · f6 cavallo del nero · h6 pedone del nero · b5 pedone del bianco · e5 pedone del nero · e4 pedone del bianco · h4 alfiere del bianco · f3 cavallo del bianco · a2 pedone del bianco · d2 donna del bianco · e2 alfiere del bianco · f2 pedone del bianco · g2 pedone del bianco · h2 pedone del bianco · c1 torre del bianco · f1 torre del bianco · g1 re del bianco | b8 donna del nero · e8 torre del nero · f8 torre del nero · g8 re del nero · b7 alfiere del nero · e7 alfiere del nero · f7 pedone del nero · g7 pedone del nero · b6 pedone del nero · d6 pedone del nero · f6 cavallo del nero · h6 pedone del nero · b5 pedone del bianco · e5 pedone del nero · e4 pedone del bianco · h4 alfiere del bianco · f3 cavallo del bianco · a2 pedone del bianco · d2 donna del bianco · e2 alfiere del bianco · f2 pedone del bianco · g2 pedone del bianco · h2 pedone del bianco · c1 torre del bianco · f1 torre del bianco · g1 re del bianco | b8 donna del nero · e8 torre del nero · f8 torre del nero · g8 re del nero · b7 alfiere del nero · e7 alfiere del nero · f7 pedone del nero · g7 pedone del nero · b6 pedone del nero · d6 pedone del nero · f6 cavallo del nero · h6 pedone del nero · b5 pedone del bianco · e5 pedone del nero · e4 pedone del bianco · h4 alfiere del bianco · f3 cavallo del bianco · a2 pedone del bianco · d2 donna del bianco · e2 alfiere del bianco · f2 pedone del bianco · g2 pedone del bianco · h2 pedone del bianco · c1 torre del bianco · f1 torre del bianco · g1 re del bianco | 5 |
| 4 | b8 donna del nero · e8 torre del nero · f8 torre del nero · g8 re del nero · b7 alfiere del nero · e7 alfiere del nero · f7 pedone del nero · g7 pedone del nero · b6 pedone del nero · d6 pedone del nero · f6 cavallo del nero · h6 pedone del nero · b5 pedone del bianco · e5 pedone del nero · e4 pedone del bianco · h4 alfiere del bianco · f3 cavallo del bianco · a2 pedone del bianco · d2 donna del bianco · e2 alfiere del bianco · f2 pedone del bianco · g2 pedone del bianco · h2 pedone del bianco · c1 torre del bianco · f1 torre del bianco · g1 re del bianco | b8 donna del nero · e8 torre del nero · f8 torre del nero · g8 re del nero · b7 alfiere del nero · e7 alfiere del nero · f7 pedone del nero · g7 pedone del nero · b6 pedone del nero · d6 pedone del nero · f6 cavallo del nero · h6 pedone del nero · b5 pedone del bianco · e5 pedone del nero · e4 pedone del bianco · h4 alfiere del bianco · f3 cavallo del bianco · a2 pedone del bianco · d2 donna del bianco · e2 alfiere del bianco · f2 pedone del bianco · g2 pedone del bianco · h2 pedone del bianco · c1 torre del bianco · f1 torre del bianco · g1 re del bianco | b8 donna del nero · e8 torre del nero · f8 torre del nero · g8 re del nero · b7 alfiere del nero · e7 alfiere del nero · f7 pedone del nero · g7 pedone del nero · b6 pedone del nero · d6 pedone del nero · f6 cavallo del nero · h6 pedone del nero · b5 pedone del bianco · e5 pedone del nero · e4 pedone del bianco · h4 alfiere del bianco · f3 cavallo del bianco · a2 pedone del bianco · d2 donna del bianco · e2 alfiere del bianco · f2 pedone del bianco · g2 pedone del bianco · h2 pedone del bianco · c1 torre del bianco · f1 torre del bianco · g1 re del bianco | b8 donna del nero · e8 torre del nero · f8 torre del nero · g8 re del nero · b7 alfiere del nero · e7 alfiere del nero · f7 pedone del nero · g7 pedone del nero · b6 pedone del nero · d6 pedone del nero · f6 cavallo del nero · h6 pedone del nero · b5 pedone del bianco · e5 pedone del nero · e4 pedone del bianco · h4 alfiere del bianco · f3 cavallo del bianco · a2 pedone del bianco · d2 donna del bianco · e2 alfiere del bianco · f2 pedone del bianco · g2 pedone del bianco · h2 pedone del bianco · c1 torre del bianco · f1 torre del bianco · g1 re del bianco | b8 donna del nero · e8 torre del nero · f8 torre del nero · g8 re del nero · b7 alfiere del nero · e7 alfiere del nero · f7 pedone del nero · g7 pedone del nero · b6 pedone del nero · d6 pedone del nero · f6 cavallo del nero · h6 pedone del nero · b5 pedone del bianco · e5 pedone del nero · e4 pedone del bianco · h4 alfiere del bianco · f3 cavallo del bianco · a2 pedone del bianco · d2 donna del bianco · e2 alfiere del bianco · f2 pedone del bianco · g2 pedone del bianco · h2 pedone del bianco · c1 torre del bianco · f1 torre del bianco · g1 re del bianco | b8 donna del nero · e8 torre del nero · f8 torre del nero · g8 re del nero · b7 alfiere del nero · e7 alfiere del nero · f7 pedone del nero · g7 pedone del nero · b6 pedone del nero · d6 pedone del nero · f6 cavallo del nero · h6 pedone del nero · b5 pedone del bianco · e5 pedone del nero · e4 pedone del bianco · h4 alfiere del bianco · f3 cavallo del bianco · a2 pedone del bianco · d2 donna del bianco · e2 alfiere del bianco · f2 pedone del bianco · g2 pedone del bianco · h2 pedone del bianco · c1 torre del bianco · f1 torre del bianco · g1 re del bianco | b8 donna del nero · e8 torre del nero · f8 torre del nero · g8 re del nero · b7 alfiere del nero · e7 alfiere del nero · f7 pedone del nero · g7 pedone del nero · b6 pedone del nero · d6 pedone del nero · f6 cavallo del nero · h6 pedone del nero · b5 pedone del bianco · e5 pedone del nero · e4 pedone del bianco · h4 alfiere del bianco · f3 cavallo del bianco · a2 pedone del bianco · d2 donna del bianco · e2 alfiere del bianco · f2 pedone del bianco · g2 pedone del bianco · h2 pedone del bianco · c1 torre del bianco · f1 torre del bianco · g1 re del bianco | b8 donna del nero · e8 torre del nero · f8 torre del nero · g8 re del nero · b7 alfiere del nero · e7 alfiere del nero · f7 pedone del nero · g7 pedone del nero · b6 pedone del nero · d6 pedone del nero · f6 cavallo del nero · h6 pedone del nero · b5 pedone del bianco · e5 pedone del nero · e4 pedone del bianco · h4 alfiere del bianco · f3 cavallo del bianco · a2 pedone del bianco · d2 donna del bianco · e2 alfiere del bianco · f2 pedone del bianco · g2 pedone del bianco · h2 pedone del bianco · c1 torre del bianco · f1 torre del bianco · g1 re del bianco | 4 |
| 3 | b8 donna del nero · e8 torre del nero · f8 torre del nero · g8 re del nero · b7 alfiere del nero · e7 alfiere del nero · f7 pedone del nero · g7 pedone del nero · b6 pedone del nero · d6 pedone del nero · f6 cavallo del nero · h6 pedone del nero · b5 pedone del bianco · e5 pedone del nero · e4 pedone del bianco · h4 alfiere del bianco · f3 cavallo del bianco · a2 pedone del bianco · d2 donna del bianco · e2 alfiere del bianco · f2 pedone del bianco · g2 pedone del bianco · h2 pedone del bianco · c1 torre del bianco · f1 torre del bianco · g1 re del bianco | b8 donna del nero · e8 torre del nero · f8 torre del nero · g8 re del nero · b7 alfiere del nero · e7 alfiere del nero · f7 pedone del nero · g7 pedone del nero · b6 pedone del nero · d6 pedone del nero · f6 cavallo del nero · h6 pedone del nero · b5 pedone del bianco · e5 pedone del nero · e4 pedone del bianco · h4 alfiere del bianco · f3 cavallo del bianco · a2 pedone del bianco · d2 donna del bianco · e2 alfiere del bianco · f2 pedone del bianco · g2 pedone del bianco · h2 pedone del bianco · c1 torre del bianco · f1 torre del bianco · g1 re del bianco | b8 donna del nero · e8 torre del nero · f8 torre del nero · g8 re del nero · b7 alfiere del nero · e7 alfiere del nero · f7 pedone del nero · g7 pedone del nero · b6 pedone del nero · d6 pedone del nero · f6 cavallo del nero · h6 pedone del nero · b5 pedone del bianco · e5 pedone del nero · e4 pedone del bianco · h4 alfiere del bianco · f3 cavallo del bianco · a2 pedone del bianco · d2 donna del bianco · e2 alfiere del bianco · f2 pedone del bianco · g2 pedone del bianco · h2 pedone del bianco · c1 torre del bianco · f1 torre del bianco · g1 re del bianco | b8 donna del nero · e8 torre del nero · f8 torre del nero · g8 re del nero · b7 alfiere del nero · e7 alfiere del nero · f7 pedone del nero · g7 pedone del nero · b6 pedone del nero · d6 pedone del nero · f6 cavallo del nero · h6 pedone del nero · b5 pedone del bianco · e5 pedone del nero · e4 pedone del bianco · h4 alfiere del bianco · f3 cavallo del bianco · a2 pedone del bianco · d2 donna del bianco · e2 alfiere del bianco · f2 pedone del bianco · g2 pedone del bianco · h2 pedone del bianco · c1 torre del bianco · f1 torre del bianco · g1 re del bianco | b8 donna del nero · e8 torre del nero · f8 torre del nero · g8 re del nero · b7 alfiere del nero · e7 alfiere del nero · f7 pedone del nero · g7 pedone del nero · b6 pedone del nero · d6 pedone del nero · f6 cavallo del nero · h6 pedone del nero · b5 pedone del bianco · e5 pedone del nero · e4 pedone del bianco · h4 alfiere del bianco · f3 cavallo del bianco · a2 pedone del bianco · d2 donna del bianco · e2 alfiere del bianco · f2 pedone del bianco · g2 pedone del bianco · h2 pedone del bianco · c1 torre del bianco · f1 torre del bianco · g1 re del bianco | b8 donna del nero · e8 torre del nero · f8 torre del nero · g8 re del nero · b7 alfiere del nero · e7 alfiere del nero · f7 pedone del nero · g7 pedone del nero · b6 pedone del nero · d6 pedone del nero · f6 cavallo del nero · h6 pedone del nero · b5 pedone del bianco · e5 pedone del nero · e4 pedone del bianco · h4 alfiere del bianco · f3 cavallo del bianco · a2 pedone del bianco · d2 donna del bianco · e2 alfiere del bianco · f2 pedone del bianco · g2 pedone del bianco · h2 pedone del bianco · c1 torre del bianco · f1 torre del bianco · g1 re del bianco | b8 donna del nero · e8 torre del nero · f8 torre del nero · g8 re del nero · b7 alfiere del nero · e7 alfiere del nero · f7 pedone del nero · g7 pedone del nero · b6 pedone del nero · d6 pedone del nero · f6 cavallo del nero · h6 pedone del nero · b5 pedone del bianco · e5 pedone del nero · e4 pedone del bianco · h4 alfiere del bianco · f3 cavallo del bianco · a2 pedone del bianco · d2 donna del bianco · e2 alfiere del bianco · f2 pedone del bianco · g2 pedone del bianco · h2 pedone del bianco · c1 torre del bianco · f1 torre del bianco · g1 re del bianco | b8 donna del nero · e8 torre del nero · f8 torre del nero · g8 re del nero · b7 alfiere del nero · e7 alfiere del nero · f7 pedone del nero · g7 pedone del nero · b6 pedone del nero · d6 pedone del nero · f6 cavallo del nero · h6 pedone del nero · b5 pedone del bianco · e5 pedone del nero · e4 pedone del bianco · h4 alfiere del bianco · f3 cavallo del bianco · a2 pedone del bianco · d2 donna del bianco · e2 alfiere del bianco · f2 pedone del bianco · g2 pedone del bianco · h2 pedone del bianco · c1 torre del bianco · f1 torre del bianco · g1 re del bianco | 3 |
| 2 | b8 donna del nero · e8 torre del nero · f8 torre del nero · g8 re del nero · b7 alfiere del nero · e7 alfiere del nero · f7 pedone del nero · g7 pedone del nero · b6 pedone del nero · d6 pedone del nero · f6 cavallo del nero · h6 pedone del nero · b5 pedone del bianco · e5 pedone del nero · e4 pedone del bianco · h4 alfiere del bianco · f3 cavallo del bianco · a2 pedone del bianco · d2 donna del bianco · e2 alfiere del bianco · f2 pedone del bianco · g2 pedone del bianco · h2 pedone del bianco · c1 torre del bianco · f1 torre del bianco · g1 re del bianco | b8 donna del nero · e8 torre del nero · f8 torre del nero · g8 re del nero · b7 alfiere del nero · e7 alfiere del nero · f7 pedone del nero · g7 pedone del nero · b6 pedone del nero · d6 pedone del nero · f6 cavallo del nero · h6 pedone del nero · b5 pedone del bianco · e5 pedone del nero · e4 pedone del bianco · h4 alfiere del bianco · f3 cavallo del bianco · a2 pedone del bianco · d2 donna del bianco · e2 alfiere del bianco · f2 pedone del bianco · g2 pedone del bianco · h2 pedone del bianco · c1 torre del bianco · f1 torre del bianco · g1 re del bianco | b8 donna del nero · e8 torre del nero · f8 torre del nero · g8 re del nero · b7 alfiere del nero · e7 alfiere del nero · f7 pedone del nero · g7 pedone del nero · b6 pedone del nero · d6 pedone del nero · f6 cavallo del nero · h6 pedone del nero · b5 pedone del bianco · e5 pedone del nero · e4 pedone del bianco · h4 alfiere del bianco · f3 cavallo del bianco · a2 pedone del bianco · d2 donna del bianco · e2 alfiere del bianco · f2 pedone del bianco · g2 pedone del bianco · h2 pedone del bianco · c1 torre del bianco · f1 torre del bianco · g1 re del bianco | b8 donna del nero · e8 torre del nero · f8 torre del nero · g8 re del nero · b7 alfiere del nero · e7 alfiere del nero · f7 pedone del nero · g7 pedone del nero · b6 pedone del nero · d6 pedone del nero · f6 cavallo del nero · h6 pedone del nero · b5 pedone del bianco · e5 pedone del nero · e4 pedone del bianco · h4 alfiere del bianco · f3 cavallo del bianco · a2 pedone del bianco · d2 donna del bianco · e2 alfiere del bianco · f2 pedone del bianco · g2 pedone del bianco · h2 pedone del bianco · c1 torre del bianco · f1 torre del bianco · g1 re del bianco | b8 donna del nero · e8 torre del nero · f8 torre del nero · g8 re del nero · b7 alfiere del nero · e7 alfiere del nero · f7 pedone del nero · g7 pedone del nero · b6 pedone del nero · d6 pedone del nero · f6 cavallo del nero · h6 pedone del nero · b5 pedone del bianco · e5 pedone del nero · e4 pedone del bianco · h4 alfiere del bianco · f3 cavallo del bianco · a2 pedone del bianco · d2 donna del bianco · e2 alfiere del bianco · f2 pedone del bianco · g2 pedone del bianco · h2 pedone del bianco · c1 torre del bianco · f1 torre del bianco · g1 re del bianco | b8 donna del nero · e8 torre del nero · f8 torre del nero · g8 re del nero · b7 alfiere del nero · e7 alfiere del nero · f7 pedone del nero · g7 pedone del nero · b6 pedone del nero · d6 pedone del nero · f6 cavallo del nero · h6 pedone del nero · b5 pedone del bianco · e5 pedone del nero · e4 pedone del bianco · h4 alfiere del bianco · f3 cavallo del bianco · a2 pedone del bianco · d2 donna del bianco · e2 alfiere del bianco · f2 pedone del bianco · g2 pedone del bianco · h2 pedone del bianco · c1 torre del bianco · f1 torre del bianco · g1 re del bianco | b8 donna del nero · e8 torre del nero · f8 torre del nero · g8 re del nero · b7 alfiere del nero · e7 alfiere del nero · f7 pedone del nero · g7 pedone del nero · b6 pedone del nero · d6 pedone del nero · f6 cavallo del nero · h6 pedone del nero · b5 pedone del bianco · e5 pedone del nero · e4 pedone del bianco · h4 alfiere del bianco · f3 cavallo del bianco · a2 pedone del bianco · d2 donna del bianco · e2 alfiere del bianco · f2 pedone del bianco · g2 pedone del bianco · h2 pedone del bianco · c1 torre del bianco · f1 torre del bianco · g1 re del bianco | b8 donna del nero · e8 torre del nero · f8 torre del nero · g8 re del nero · b7 alfiere del nero · e7 alfiere del nero · f7 pedone del nero · g7 pedone del nero · b6 pedone del nero · d6 pedone del nero · f6 cavallo del nero · h6 pedone del nero · b5 pedone del bianco · e5 pedone del nero · e4 pedone del bianco · h4 alfiere del bianco · f3 cavallo del bianco · a2 pedone del bianco · d2 donna del bianco · e2 alfiere del bianco · f2 pedone del bianco · g2 pedone del bianco · h2 pedone del bianco · c1 torre del bianco · f1 torre del bianco · g1 re del bianco | 2 |
| 1 | b8 donna del nero · e8 torre del nero · f8 torre del nero · g8 re del nero · b7 alfiere del nero · e7 alfiere del nero · f7 pedone del nero · g7 pedone del nero · b6 pedone del nero · d6 pedone del nero · f6 cavallo del nero · h6 pedone del nero · b5 pedone del bianco · e5 pedone del nero · e4 pedone del bianco · h4 alfiere del bianco · f3 cavallo del bianco · a2 pedone del bianco · d2 donna del bianco · e2 alfiere del bianco · f2 pedone del bianco · g2 pedone del bianco · h2 pedone del bianco · c1 torre del bianco · f1 torre del bianco · g1 re del bianco | b8 donna del nero · e8 torre del nero · f8 torre del nero · g8 re del nero · b7 alfiere del nero · e7 alfiere del nero · f7 pedone del nero · g7 pedone del nero · b6 pedone del nero · d6 pedone del nero · f6 cavallo del nero · h6 pedone del nero · b5 pedone del bianco · e5 pedone del nero · e4 pedone del bianco · h4 alfiere del bianco · f3 cavallo del bianco · a2 pedone del bianco · d2 donna del bianco · e2 alfiere del bianco · f2 pedone del bianco · g2 pedone del bianco · h2 pedone del bianco · c1 torre del bianco · f1 torre del bianco · g1 re del bianco | b8 donna del nero · e8 torre del nero · f8 torre del nero · g8 re del nero · b7 alfiere del nero · e7 alfiere del nero · f7 pedone del nero · g7 pedone del nero · b6 pedone del nero · d6 pedone del nero · f6 cavallo del nero · h6 pedone del nero · b5 pedone del bianco · e5 pedone del nero · e4 pedone del bianco · h4 alfiere del bianco · f3 cavallo del bianco · a2 pedone del bianco · d2 donna del bianco · e2 alfiere del bianco · f2 pedone del bianco · g2 pedone del bianco · h2 pedone del bianco · c1 torre del bianco · f1 torre del bianco · g1 re del bianco | b8 donna del nero · e8 torre del nero · f8 torre del nero · g8 re del nero · b7 alfiere del nero · e7 alfiere del nero · f7 pedone del nero · g7 pedone del nero · b6 pedone del nero · d6 pedone del nero · f6 cavallo del nero · h6 pedone del nero · b5 pedone del bianco · e5 pedone del nero · e4 pedone del bianco · h4 alfiere del bianco · f3 cavallo del bianco · a2 pedone del bianco · d2 donna del bianco · e2 alfiere del bianco · f2 pedone del bianco · g2 pedone del bianco · h2 pedone del bianco · c1 torre del bianco · f1 torre del bianco · g1 re del bianco | b8 donna del nero · e8 torre del nero · f8 torre del nero · g8 re del nero · b7 alfiere del nero · e7 alfiere del nero · f7 pedone del nero · g7 pedone del nero · b6 pedone del nero · d6 pedone del nero · f6 cavallo del nero · h6 pedone del nero · b5 pedone del bianco · e5 pedone del nero · e4 pedone del bianco · h4 alfiere del bianco · f3 cavallo del bianco · a2 pedone del bianco · d2 donna del bianco · e2 alfiere del bianco · f2 pedone del bianco · g2 pedone del bianco · h2 pedone del bianco · c1 torre del bianco · f1 torre del bianco · g1 re del bianco | b8 donna del nero · e8 torre del nero · f8 torre del nero · g8 re del nero · b7 alfiere del nero · e7 alfiere del nero · f7 pedone del nero · g7 pedone del nero · b6 pedone del nero · d6 pedone del nero · f6 cavallo del nero · h6 pedone del nero · b5 pedone del bianco · e5 pedone del nero · e4 pedone del bianco · h4 alfiere del bianco · f3 cavallo del bianco · a2 pedone del bianco · d2 donna del bianco · e2 alfiere del bianco · f2 pedone del bianco · g2 pedone del bianco · h2 pedone del bianco · c1 torre del bianco · f1 torre del bianco · g1 re del bianco | b8 donna del nero · e8 torre del nero · f8 torre del nero · g8 re del nero · b7 alfiere del nero · e7 alfiere del nero · f7 pedone del nero · g7 pedone del nero · b6 pedone del nero · d6 pedone del nero · f6 cavallo del nero · h6 pedone del nero · b5 pedone del bianco · e5 pedone del nero · e4 pedone del bianco · h4 alfiere del bianco · f3 cavallo del bianco · a2 pedone del bianco · d2 donna del bianco · e2 alfiere del bianco · f2 pedone del bianco · g2 pedone del bianco · h2 pedone del bianco · c1 torre del bianco · f1 torre del bianco · g1 re del bianco | b8 donna del nero · e8 torre del nero · f8 torre del nero · g8 re del nero · b7 alfiere del nero · e7 alfiere del nero · f7 pedone del nero · g7 pedone del nero · b6 pedone del nero · d6 pedone del nero · f6 cavallo del nero · h6 pedone del nero · b5 pedone del bianco · e5 pedone del nero · e4 pedone del bianco · h4 alfiere del bianco · f3 cavallo del bianco · a2 pedone del bianco · d2 donna del bianco · e2 alfiere del bianco · f2 pedone del bianco · g2 pedone del bianco · h2 pedone del bianco · c1 torre del bianco · f1 torre del bianco · g1 re del bianco | 1 |
|   | a | b | c | d | e | f | g | h |   |

## Codici ECO
- A53 1.d4 Cf6 2.c4 d6 (varianti minori)
  - A54 1.d4 Cf6 2.c4 d6 3.Cc3 e5 (difesa ucraina)
    - A55 1.d4 Cf6 2.c4 d6 3.Cc3 e5 4.Cf3 Cbd7 5.e4 (linea principale)